# Rezerwat przyrody Bagno Wizna II
Bagno Wizna II – torfowiskowy rezerwat przyrody położony na terenie gminy Rutki w województwie podlaskim. Został utworzony na mocy Zarządzenia Ministra Leśnictwa i Przemysłu Drzewnego z dnia 23 listopada 1967 roku. Zajmuje powierzchnię 79,63 ha (akt powołujący podawał 76,00 ha). Obszar rezerwatu podlega ochronie czynnej.
Podobnie jak rezerwat Bagno Wizna I utworzony już w czasie meliorowania terenu, dla ochrony: torfowiska wysokiego ze stanowiskiem rzadkich roślin, jak: miodokwiat krzyżowy, gnidosz królewski, brzoza niska i wierzba lapońska. W efekcie nieprawidłowej gospodarki wodnej rośliny te (oprócz brzóz) w zasadzie wyginęły. W runie dominuje pokrzywa zwyczajna i przytulia czepna.